# Iniciativa Franja y Ruta

La Iniciativa Franja y Ruta propuesta con China en rojo, los miembros del Banco Asiático de Inversión en Infraestructura en naranja, y los corredores propuestos en negro (Franja) y azul (Ruta).

La Iniciativa Franja y Ruta (IFR) (inglés: Belt and Road Initiative, BRI; chino: 一带一路) o abreviadamente Franja y Ruta (OBOR, sigla del inglés One Belt, One Road), es una estrategia de desarrollo de infraestructura global y cooperación internacional impulsada por la República Popular China lanzada en 2013. Se considera una pieza central de la política exterior del gobierno de Xi Jinping. La BRI propone un nuevo concepto para las relaciones internacionales basado en la idea de «negociar, construir y compartir juntos», a partir del libre comercio entre naciones, con el fin de crear un orden basado en la prosperidad y la estabilidad, tomando como modelo las relaciones establecidas entre Oriente y Occidente en la era de la histórica Ruta de la Seda.
Xi anunció inicialmente la estrategia como "Silk Road Economic Belt" ("Franja Económica Ruta de la Seda") durante una visita oficial a Kazajistán en septiembre de 2013. En esa expresión "Franja", hace referencia a las rutas terrestres propuestas para el transporte por carretera y ferrocarril a través del Asia Central sin salida al mar, a lo largo de las famosas rutas comerciales históricas de las Regiones Occidentales; mientras que "ruta" hace referencia a las rutas marítimas del Indo-Pacífico a través del sudeste asiático hasta el sur de Asia, Oriente Medio y África. Entre las propuestas de inversiones en infraestructura de la Iniciativa Franja y Ruta se incluyen puertos, rascacielos, vías férreas, carreteras, puentes, aeropuertos, represas, centrales eléctricas térmicas y túneles ferroviarios. 
La iniciativa se incorporó a la Constitución de China en 2017. El gobierno chino llama a la iniciativa "un intento de mejorar la conectividad regional y abrazar un futuro más brillante". El proyecto tiene como fecha de finalización el año 2049, que coincidirá con el centenario de la fundación de la República Popular China (RPC). Un estudio de 2019 realizado por consultores económicos globales pronosticó que era probable que el BRI impulsara el PIB mundial en $ 7,1 billones por año para 2040.

## Objetivos económicos

Países que firmaron memorandos de entendimiento relacionados con la Iniciativa de la Franja y la Ruta

Los objetivos declarados son "construir un gran mercado unificado y hacer un uso completo de los mercados nacionales e internacionales, a través del intercambio cultural y la integración, para mejorar el entendimiento mutuo y la confianza de los estados miembros, lo que resulta en un patrón innovador de entradas de capital, reservas de talento y bases de datos de tecnología".
La iniciativa aborda una "brecha de infraestructura" y, por lo tanto, tiene el potencial de acelerar el crecimiento económico en Asia Pacífico, África y Europa Central y Oriental. Un informe del Consejo Previsional Mundial (WPC, por sus siglas en inglés) estima que Asia, excluida China, requiere hasta US$900 mil millones de inversiones en infraestructura por año durante la próxima década, principalmente en instrumentos de deuda, lo que significa que hay un déficit del 50 %en el gasto en infraestructura en el continente. La enorme necesidad de contar con capital a largo plazo explica por qué muchos jefes de estado de Asia y Europa del Este "expresaron gustosamente su interés en unirse a esta nueva institución financiera internacional centrada únicamente en los «activos reales» y el crecimiento económico impulsado por la infraestructura".
El objetivo inicial ha sido la inversión en infraestructura, educación, materiales de construcción, ferrocarriles y carreteras, automóviles, bienes raíces, red eléctrica, hierro y acero. Algunas estimaciones ya califican a la Iniciativa de la Franja y la Ruta como uno de los proyectos de infraestructura e inversión más grandes de la historia, que abarca más de 68 países, con el 65 % de la población mundial 40 % del producto interno bruto mundial a partir de 2017. El proyecto se basa en las antiguas rutas comerciales que una vez conectaron a China con Occidente, las rutas de Marco Polo e Ibn Battuta en el norte y las rutas de expedición marítima del almirante Zheng He, en el sur. La actual Iniciativa de la Franja y la Ruta se refiere a toda el área geográfica de la histórica "Ruta de la Seda".
Son objetivos de la Iniciativa el desarrollo del renminbi como moneda de transacciones internacionales, el desarrollo de las infraestructuras de los países asiáticos, el fortalecimiento de las relaciones diplomáticas paralelamente a la reducción de la dependencia de los EE. UU. y la creación nuevos mercados para los productos chinos, a partir de la exportación de excedentes industriales y la vinculación más estrecha a la economía china de los países ricos en materias primas.

### El Plan Marshall Chino
El plan Marshall modeló las relaciones de los Estados Unidos con sus aliados, Xi Jinping pretende que su macroproyecto de infraestructuras y transportes defina los vínculos de la China en la era global con los estados de su área de influencia, y especialmente con la Unión Europea y Rusia. El Plan Marshall constituyó en su momento un proyecto clave para el desarrollo económico y político de Europa. Debido al Plan Marshall se fue constituyendo paso a paso la Unión Europea, la cual se desarrolló progresivamente como un proyecto político y, por lo tanto, ideológico. Xi Jinping se defiende de las alegaciones de Plan Marshall chino, pero lo cierto es que Pekín quiere hablar de tú a tú con Washington, cosa que exige reforzar su proyección internacional.
Es en este marco general que China querría instaurar su poder blando. Esta nueva Ruta de la Seda es una parte de la respuesta de China a las presiones estratégicas y arancelarias de Washington al Pacífico, percibidas por ella como un freno al ejercicio de su dominio. Por ejemplo, la decisión de Barack Obama de excluir la China del Acuerdo de Asociación Transpacífica (TPP, por sus siglas en inglés) aceleró la decisión de Xi Jinping de apostar por una revolución total de las infraestructuras, un proyecto que incluyera a la América Latina y situara a China como hiperpotencia global. Xi capitalizó el malestar entre Putin y Occidente (Guerra en el Donbass) para estrechar relaciones con Rusia y superar la desconfianza de Moscú hacia los planes de Pekín en el Asia central.
El proyecto chino pone dos visiones de comercio internacional sobre la mesa. De un lado los chinos pretenden ser una alternativa al modelo neoliberal del FMI mediante un fuerte intervencionismo del Estado, mientras que los EE.UU. defienden un modelo basado en las finanzas y la libre competencia. En caso de llegar a lograr su objetivo, la China estaría cumpliendo el Sueño Chino, es decir, la instauración de un poder blando en el mundo. La China, como lo argumenta Emmanuel Lincot, fundador de la Cátedra de Estudios Chinos Contemporáneos del Instituto Católico de París, "nunca ha dejado de concebirse a sí misma en el centro de la historia del mundo".

### Antiguas tensiones reavivadas
El OBOR podría reavivar antiguas tensiones que fueran el origen de las guerras entre Japón, Rusia y China en el siglo XIX. La diferencia, según apunta Simon Shen, director del programa de Estudios Globales de la Universidad de China de Hong Kong, es que esta vez hay más actores en escena: los Estados Unidos, Rusia, China y, en menor medida, la India y Japón. Todos compiten para llegar a ser influyentes en la región y favorecer de este modo sus intereses energéticos e ideológicos. Esto los ha llevado a cada uno de ellos a defender su propia ideología a la zona, según enfatiza Simon Shen.
- La influencia norteamericana: para los EE.UU. la estrategia consiste en defender el modelo de democracia liberal de la región. Con esta ideología los estadounidenses consiguen el establecimiento de su propio poder blando, consistente en difundir la laicidad en el mundo y reivindicar su autoridad como "fuerza moral" en el extranjero, forzando a los aliados desentendidos a entenderse como partes interesadas del sistema internacional
- La influencia rusa: para el gobierno de Vladimir Putin se trata de establecer una democracia soberana, es decir, y citando a Vladislav Surkov, asesor de Putin, "la idea en la vida política de una sociedad donde los poderes políticos, sus autoridades y decisiones son decididos y controlados por una nación rusa diversa con el propósito de conseguir el bienestar material, la libertad y la equidad para todos los ciudadanos, grupos sociales y nacionalidades, para todos los pueblos que conforman la sociedad en general"
- La influencia de la China: el papel de China se situaría en el medio, con una ligera inclinación por el bando ruso. La China reclama su papel de pacificador y mediador de la zona. En vista de esto, Xi Jinping quiere "un mundo armonioso que integre la diplomacia como principio rector, donde habría respeto" y tolerancia hacia los sistemas sociales y culturales tradicionales". Aun así, el mismo Xi Jinping dice que su proyecto de OBOR tiene que servir para combatir el separatismo, "mal que llanura sobre Xi Jinping", según se puede leer en la prensa. Es decir, la China es un país en el que conviven diferentes naciones y/o etnias que reivindican su derecho a la autodeterminación. Es el caso del Tíbet, Hong Kong y otras, ... y la ruta tendría que ser, retomando las palabras de Xi Jinping, la manera de combatirlas. Además, El BRI es también una proyección de la búsqueda y control del poder chino sobre Eurasia, "la percepción del mundo en las dimensiones euroasiáticas".[23]  De esta manera, China quiere trasladar el escenario principal a Eurasia y perseguir su control a través del BRI como un mecanismo de poder blando.[23]

## Proyecto de dos ejes

Mapa de las reivindicaciones en el mar de la China meridional.

El proyecto que presenta Xi Jinping tiene dos ejes. Primeramente, proyectó una vía terrestre que uniría a China con Pakistán, Afganistán, Turquía, Moscú,  Kazajistán, Turkmenistán, Kirguistán, Uzbekistán, Tayikistán y Europa mediante los Balcanes hasta llegar a París. Se han utilizado las vías ya existentes terrestres ferroviarias para elaborar el primer eje y, paralelamente, China ha venido invirtiendo en nuevas vías terrestres. En segundo lugar, el proyecto pretende llegar a América Latina, África y Oriente Medio mediante una ruta marítima, prácticamente controlada por el estado chino. Esto implica la instalación de bases militares y puertos comerciales en los océanos Índico y Pacífico.

### Conflicto territorial en el mar de China meridional
Aun así, esta segunda vía ha hecho renacer antiguas rivalidades entre estados asiáticos. "Seis mapas para entender por qué el conflicto del mar de la China puede ser pronto la crisis mundial más grande", así titulaba el diario digital español VilaWeb el 17 de febrero del 2016 sobre el despliegue de misiles en la isla de Woody. Según explica el diario, la China reivindica la línea que, en los cuarenta, delimitó el antiguo gobierno nacionalista chino y que todos los países vecinos protestan. La importancia de esta reivindicación es que, si fuera aceptada internacionalmente, convertiría al mar de China Meridional en aguas territoriales chinas y no internacionales como lo son ahora. Esto permitiría a China controlar la navegación en esas aguas, es decir, tener el control sobre la mitad del total de toneladas que se mueven en el mundo, un hecho que no es aceptado por los estados vecinos y tampoco por los EE.UU. que tienen también bases militares allí desde la Segunda Guerra Mundial.

### Banco Asiático de Inversión en Infraestructura

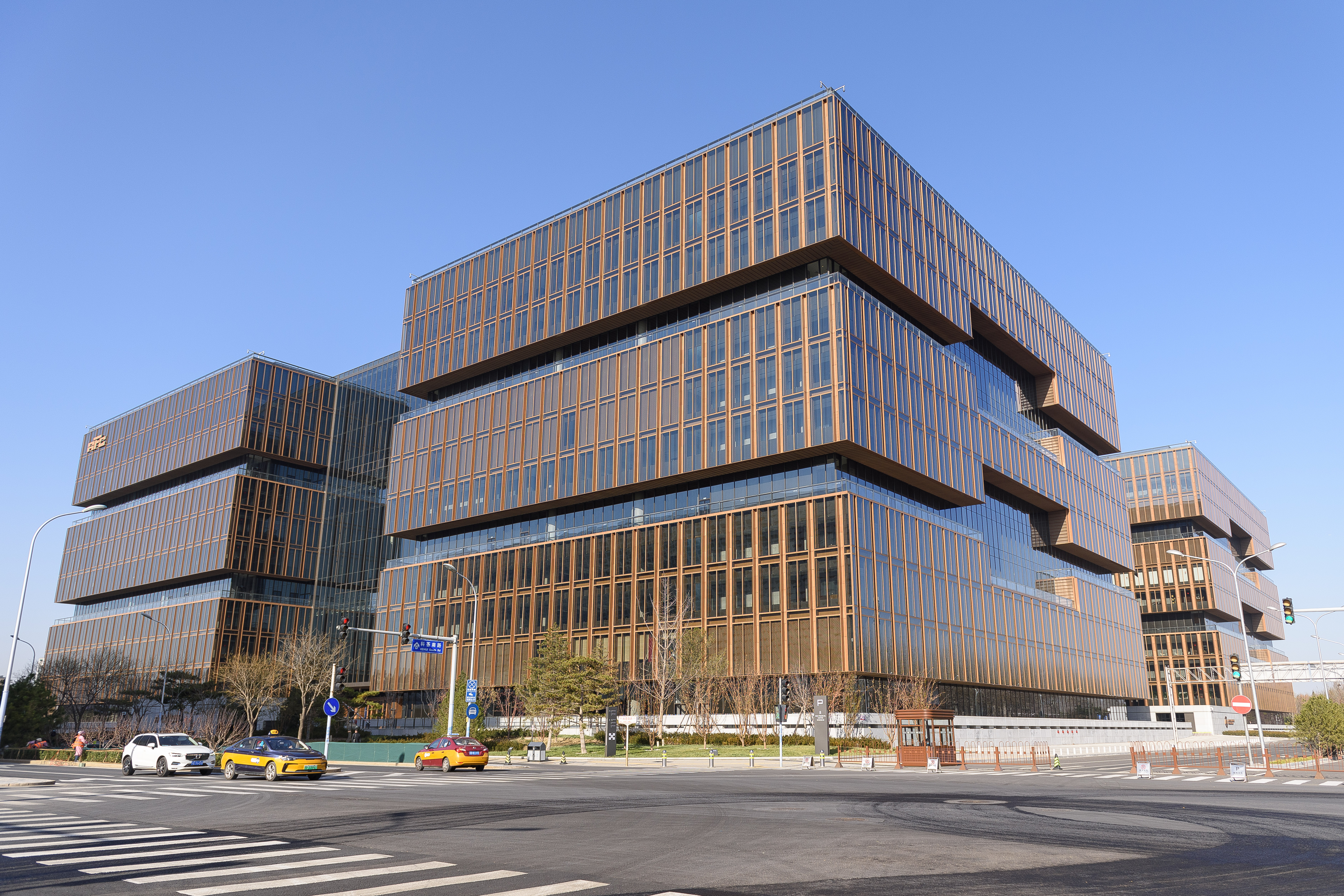
Sede central del banco en Pekín

El año 2014 el presidente de China, Xi Jinping, anunció la creación del Banco Asiático de Inversión en Infraestructura (AIIB, en inglés), con la posible incorporación de todos los países del continente asiático, pero con la puerta abierta a otros estados para sufragar el OBOR. Por esta puerta han entrado el Reino Unido, Francia, Italia y Alemania, desafiando de este modo el casi monopolio norteamericano en el sector financiero internacional. La presencia del Reino Unido dentro de esta entidad es del todo significativa porque el país constituye el aliado principal de los EE.UU.. El AIIB tiene un capital inicial de 50.000 millones de dólares, destinado a la inversión en infraestructuras en Asia. Los Estados Unidos, viendo la ofensiva de Pekín, pidieron a los países europeos que no se adhirieran, pero según indica el diario Ahora "la economía y el crecimiento del 7% de la China son demasiado tentadores". Según Grégory Claeys, analista de Bruegel -un think tank con sede en Bruselas-, han sido los Estados Unidos los que casi han “empujado" a los países asiáticos a crear un nuevo banco de desarrollo porque Washington nunca ha dejado a los estados emergentes tener un papel más importante en el sector.

## Oposición
Los Estados Unidos proponen una iniciativa llamada "Estrategia Indo-Pacífica Libre y Abierta" (FOIP). Los funcionarios de los Estados Unidos han articulado la estrategia en tres pilares: seguridad, economía y gobernanza. A principios de junio de 2019, se cambió la definición general de "libre" y "abierta" por cuatro principios establecidos: respeto de la soberanía y la independencia; resolución pacífica de controversias; comercio libre, justo y recíproco; y adhesión a las reglas y normas internacionales.
Los funcionarios gubernamentales de la India han objetado repetidamente la Iniciativa de la Franja y la Ruta de China, específicamente porque creen que el proyecto del "Corredor económico chino-pakistaní" (CPEC) ignora las preocupaciones esenciales de Nueva Delhi sobre la soberanía y la integridad territorial.
Algunos gobiernos occidentales han acusado a la Iniciativa de la Franja y la Ruta de ser neocolonial, alegando que la aceptación de créditos chinos para la construcción de infraestructuras, es una trampa que generarán deuda futuras.

## El nuevo Great Deal
Todo ello, se tiene que enmarcar en el llamado nuevo Great Deal (del inglés, la nueva Gran Jugada). El Great Deal es la apelación utilizada para definir la rivalidades existente en el siglo XIX y principios del siglo XX entre el Reino Unido, Rusia y Asia. Ahora, la nueva rivalidad se produce entre los Estados Unidos, Rusia y China. Es pues, en este contexto que se tiene que entender el proyecto de la ruta de la seda chino, pero también y evidentemente, los movimientos que se están produciendo a nivel comercial entre las potencias, que apreciaremos al desglosar.

### Las mega-zonas de intercambio de comercio
La OMC fue constituida en 1994 para conseguir, mediante rondas de negociaciones multilaterales, eliminar o reducir progresivamente las barreras arancelarias y no arancelarias que obstruyen el comercio mundial, en una óptica de mercado del libre comercio. La OMC está compuesta por 164 miembros, los cuales tienen que tomar las decisiones juntamente en la dirección ya mencionada. La norma de funcionamiento permite a los miembros de obtener el derecho al veto, aplicando la regla un país, una voz. Esta hace difícil lograr algún acuerdo, debido a intereses geopolíticos y económicos heterogéneos e incluso antagónicos, entre los estados. Es con la intención de reducir las barreras comerciales globales que se celebró la novena conferencia de Bali (en Indonesia), en la cual los 159 miembros tenían que conseguir un acuerdo unánime, que finalmente se logró el 7 de diciembre del 2013. La cumbre de Bali estuvo a punto de fracasar por la exigencia de Cuba, que condicionó el cierre del acuerdo al levantamiento del embargo de los Estados Unidos sobre la isla caribeña. Así, el 21 de marzo del 2016 se anunciaba a la prensa que el presidente de los EE.UU. visitaría Cuba para oficializar el levantamiento del embargo, cosa que trajo bastante expectativa a la prensa.
Ahora bien, el acuerdo no acabó de satisfacer a todo el mundo, entre otros estados, la China que se mueve "con aires de gran potencia económica", según informa el diario AHORA. Las expectativas puestas por ciertos estados, han traído a nuevas mesas de negociaciones, como por ejemplo entre Singapur y los EE.UU.. "En este sentido, la China, siendo el primer exportador y segundo importador del mundo, necesita una apertura más grande de los mercados exteriores para favorecer sus exportaciones, a pesar de que protege su mercado interior, cosa que no parece entrar en el marco de la OMC. No le hacen falta negociaciones multilaterales complejas, dado que posee un saco enorme de divisas," según informa el diario AHORA, y esto es una buena herramienta de convencimiento, hecho que trae a negociaciones directas entre países sin pasar por la OMC. En este sentido, de acá que la China ha emergido como una potencia comercial ante la UE y los EE.UU., diferentes rivalidades han surgido, visibilizantes en el ámbito del comercio. Por todo ello, países de todo el mundo han estado elaborando individualmente tratados de intercambio comercial entre mega-zonas, es decir, entre conjuntos continentales. Estos están sirviendo como herramienta de rivalidad entre potencias que aspiran a establecer su propio poder blando.

#### El ASEAN y la RCEP

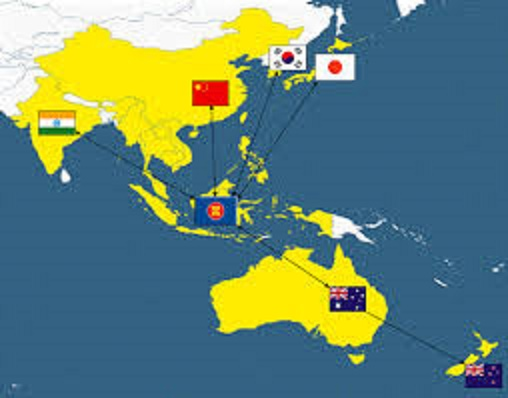
Estados miembros del RCEP

Inspirándose en la Unión Europea, los estados asiáticos intentan formar desde 1967 una asociación de estados bajo las siglas ASEAN (Asociación de Naciones del Sudeste Asiático), que ha conseguido federar en 2016 a cerca de 10 países, entre los cuales los miembros fundadores son Indonesia, Malasia, Filipinas, Singapur y Tailandia. La ASEAN representaba en 2016 un tercio del Producto Interior Internacional con cerca de 1000 millones de consumidores. La potencialidad de esta mega-zona de libre comercio se entiende después de las negociaciones establecidas entre Australia, Nueva Zelanda, India, China y Japón. La ASEAN ha logrado un tratado de comercio de libre circulación de productos con dichos países, denominado Regional Comprehensive Economic Partnership (RCEP), el cual rivaliza al océano Pacífico con los EE.UU..

#### El TPP
Ante el acuerdo del RCEP, los EE.UU. pusieron en marcha el TPP (siglas de Trans-Pacific Partnership; Asociación Transatlántico-Pacífico), que establece el libre comercio entre Japón, Vietnam, Malasia, Singapur, Brunéi, Nueva Zelandia, Australia, Canadá, Estados Unidos, México, Perú y Chile. La propuesta de acuerdo se inició en 2005 y concierne el 11% de la población mundial, afectando el 40% del PIB internacional y el cuarto de los intercambios. Esta mega zona de libre comercio se añadiría a dos zonas más, la TAFTA o TTIP y la CETA, con las cuales los EE.UU. pretenden mantener su poder blando y hacer frente al chino.

#### La CETA
La CETA o Comprehensive Economic and Trade Agreement, en español Acuerdo Integral de Economía y Comercio, son las siglas con las cuales se conoce el acuerdo de comercio libre entre la Unión Europea y el Canadá, los cuales iniciaron las negociaciones en 2009 y las finalizaron al 2014, con modificaciones posteriores, derivadas a las polémicas suscitadas en Europa por la TTIP (ved más a continuación). El acuerdo representa un cuarto del PIB mundial, el 7,5% de la población mundial y el 20% de intercambios comerciales. Potencialidad a la cual se tiene que añadir los números relativos a la Alianza Transpacífica (ved más al anterior).

#### La TTIP

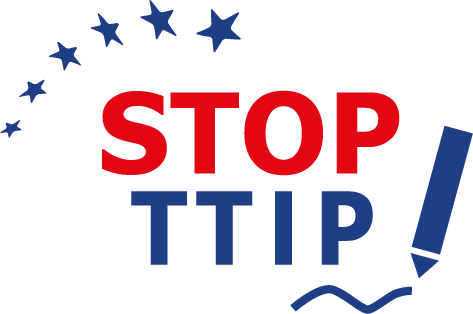
Logo de la Iniciativa Ciudadana Europea contra el proyecto.

La TTIP representa la mitad del PIB mundial, el 30% de los intercambios internacionales y el 11,5 % de la población. Aun así, la TTIP no es aceptada por todo el mundo visto, en primer lugar, el secretismo con que se han hecho las negociaciones, cosa que ha disgustado a la opinión pública europea y organizaciones no gubernamentales, entre otras. Tampoco agradan los mecanismos de resolución de diferencias entre estados y multinacionales. La TTIP apuesta por los llamados Tribunales de Arbitraje Privados, que según puede informar la prensa, pueden cuestionar la soberanía de los estados, haciendo plegar un estado si este no cumple con las normativas de la TTIP, raíz de un posible conflicto multinacional, más cuando alguno ve sus beneficios puestos en peligro por Leyes aprobadas por los parlamentos europeos o la UE. Además, tampoco acaban de gustar las normas que establece la TIPP en cuanto al control alimentario de productos europeo, así mismo, las rebajas de condiciones en términos de derechos laborales. Por ejemplo, la TIPP rebajaría ciertas exigencias para que productos transgénicos, entre otros, pudieran circular por el mercado europeo. Greenpeace se ha mostrado mucho en contra de la TAFTA y ha ido difundiendo información a medida que han ido avanzando las negociaciones.

## Las debilidades de la Nueva Ruta de la Seda
Pekín está convencido que el desarrollo de su proyecto, es el mejor arma contra el terrorismo, la radicalización islámica y el separatismo. Es precisamente este último punto el que hace emerger los problemas internos chinos; su proyecto tendría que servir de método efectivo para no afrontarlos.

### Arma contra elislamofascismo
La desestabilización del Levante parece no mejorar, según indica Mathieu Duchâtel, director adjunto del Programa Asia y China del Consejo de Europa. En Afganistán las intervenciones militares se intensificaron en 2016, las conquistas de los talibanes prosiguieron en la provincia de Helmand, el Estado Islámico había conseguido implantar células en Afganistán y en Tayikistán. Este escenario hace temer al gobierno chino. El gobierno chino podría verse agrietado por el hundimiento de sus estructuras estatales en caso de que el extremismo atacara toda Asia Central.

### Eventual secesión
Hong Kong o Tíbet, entre otros, son sólo algunos de los muchos pueblos que podrían pensar en un proyecto de autodeterminación una vez vieran el poder comunista chino debilitarse, sin hablar del contencioso con Taiwán. De aquí se podría explicar, que el gobierno de Xi Jinping se viera en la "necesidad de combatir" el separatismo. Durante la llamada Revolución de los Paraguas, por ejemplo, el gobierno central chino censuró como pudo todos los enlaces relacionados con los manifiestos en Hong Kong por miedo a que se trasladaran al resto del país.